# 아시안 페티시
아시안 페티시(Asian fetish)는 비(非)아시아인이 아시아의 문화, 물건, 사람 등에 아시아라는 이유로 집착하는 것을 뜻한다. 더 특정하게는 성적 강박을 나타낸다.

## 개요
아시안 페티시는 성적 페티시즘에서 파생된 속어 표현이다. 성적 페티시즘은 무생물이나 성기를 제외한 신체부분에 성적으로 집착하는 것을 뜻하는 의학 용어이다. 그러나 페티시라는 단어는 일상 담화를 비롯해 정신 의학적 정의보다 더 넓은 범위에서 사용된다. 성적 의미가 없는 맥락에서, 특정 물건이나 활동에 대한 선호를 포함한다.
아시안 페티시는 서로 다른 인종간의 애정 관계와는 완전히 다르다. 애정 관계는 지역, 인종, 문화 등의 요소를 배제하고도 발생할 수 있지만, 아시안 페티시는 성애의 대상이 되는 사람을 동등한 파트너로 보지 않는다는 점에서 비판 받아왔다. "옐로 피버"와 마찬가지로, Asiaphile 이란 용어는 종종 아시안 페티시를 묘사할 때 쓰인다. (옐로 피버와 황열을 혼동하지 않도록 한다).
아시아 그리고 아시안이라는 용어는 지역적인 개념이고, 광범위한 국가, 인종, 민족 등을 포함한다. 그렇기에 아시안 페티시라는 말도 사람에 따라 범주가 달라질 수 있다.
한국인만을 대상으로 조금 비슷하게 쓰이는 용어로 '코리아부'가 있다. 코리아부는 다소 왜곡된 방향으로 한국 문화에 지나치게 빠져든 외국인을 뜻한다. 이들은 한국인이 되고 싶어하고, 한국인과 결혼하고 싶어하며, 한국인만 보면 무조건 호감을 갖고 다가간다. 다만 저런 성향을 갖고 있는 사람을 전부 코리아부라고 하는 건 아니고, 표출하는 방식이 비정상적으로 보일 때 코리아부라고 비난한다. 또한 스스로 코리아부라고 자칭하는 경우도 많다. 그래서 코리아부는 아시안 페티시보다는 좀 더 긍정적인 이미지가 있으며 훨씬 대중적인 용어고, 광범위하게 사용된다.

## 같이 보기
- 친일
- 오리엔탈리즘
- 사롱 파티 걸